# Высокополь
Высокополь (укр. Високопіль) — село,
Кировский сельский совет,
Никопольский район,
Днепропетровская область,
Украина.
Основано в качестве еврейской земледельческой колонии.
Население по переписи 2001 года составляло 38 человек.
По состоянию на 17.02.2021 жителей нет, село заброшено.

## Географическое положение
Село Высокополь находится на правом берегу реки Солёная,
ниже по течению на расстоянии в 3,5 км расположено село Чистополь.
Река в этом месте пересыхает, на ней сделано несколько запруд.

## История

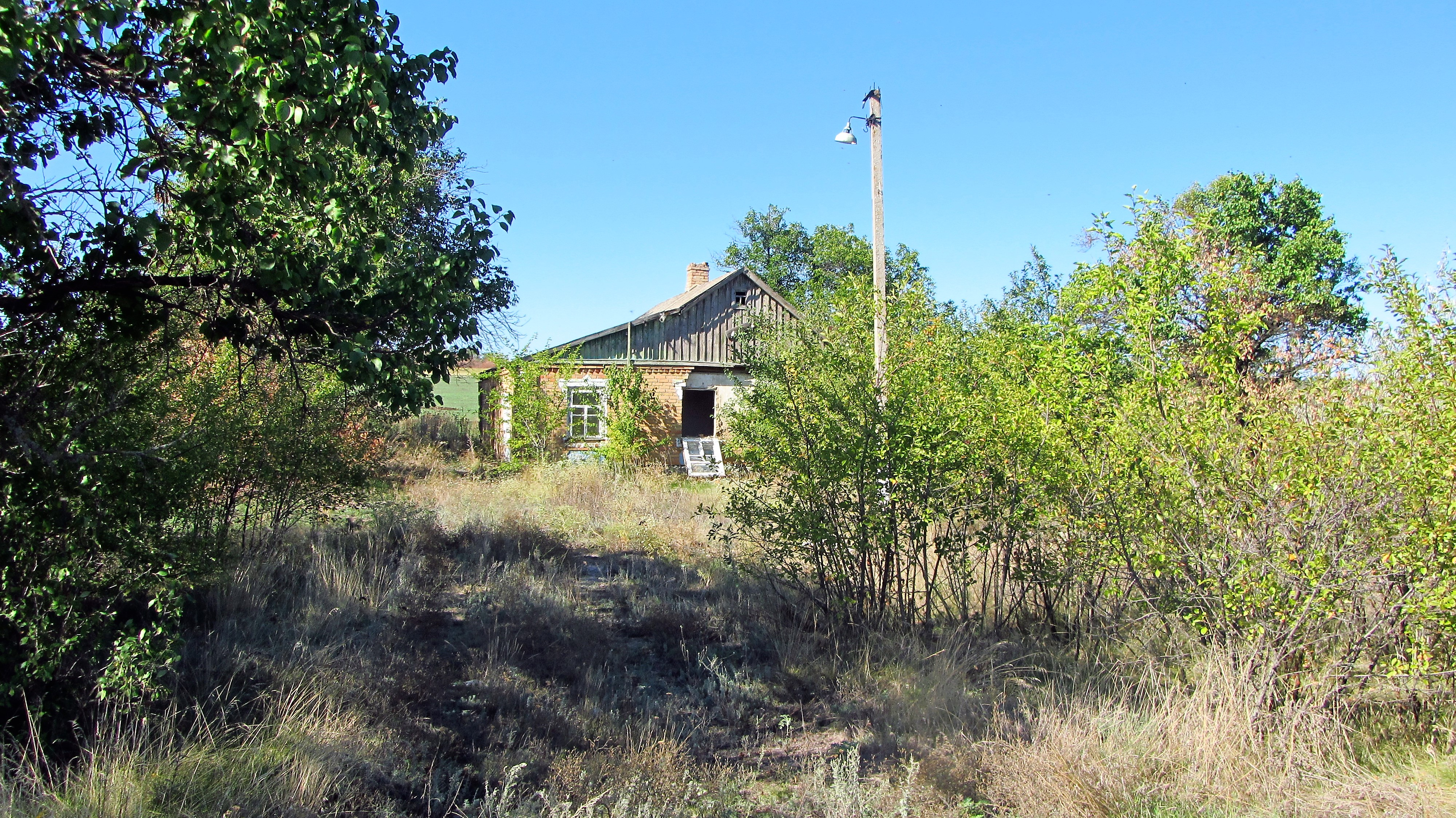

- В 1946 г. село Гофенфельд переименовано в Высокополь[2].

## Уроженцы
- Танкилевич, Абрам Григорьевич (1901—1975) — инженер-метростроевец.